# Bassel Khartabil
Bassel Khartabil (en arabe : باسل خرطبيل) également connu sous son pseudonyme, Bassel Safadi (en arabe : باسل صفدي), né le 22 mai 1981 à Damas et mort en 2015, est un développeur open-source palestino-syrien.  
Le 15 mars 2012, il est arrêté et détenu par le gouvernement syrien à Damas dans la branche 215 de la sécurité militaire, puis dans la prison d'Adra. Le 3 octobre 2015, Bassel Khartabil est déplacé de la prison vers une destination inconnue. Son exécution peu de temps après ce déplacement est confirmée début août 2017.

## Biographie
Bassel Khartabil, Palestinien de confession chrétienne, est né et a grandi en Syrie, où il se spécialise dans le développement de logiciel open-source et l'open-Internet. Il a été directeur de la technologie (CTO, pour Chief Technology Officer en anglais) et cofondateur de l'entreprise de recherche collaborative Aiki Lab et CTO de Al-Aous un institut syrien de recherche archéologique et artistique. Il a été chef d'équipe pour les Creative Commons syriens et a contribué à Mozilla Firefox, Wikipédia, The Open Clip Art Library, et Fabricatorz.
En 2011, il participe au soulèvement populaire et rencontre sa future épouse, l'avocate Noura Ghazi, lors d'une manifestation à Douma.

### Détention et mort
Le 15 mars 2012, jour du premier anniversaire de la révolution en Syrie, des manifestations sont organisées à Damas et à travers le pays. Ce jour-là, alors qu'il sort de son travail, Bassel Khartabil, est arrêté lors d’une vague d’arrestations opérées par la Branche 215 de la sécurité militaire dans le quartier de Mazzeh à Damas, puis interrogé et torturé pendant cinq jours par des membres de la branche 215 de la Sécurité Militaire,.
Le 9 décembre 2012, Khartabil est présenté devant un procureur militaire sans la présence d’un avocat et condamné pour espionnage. Il est ensuite transféré à la prison d’Adra à Damas,. Selon le témoignage d'un de ses proches cité par Human Rights Watch, il est également emprisonné et torturé pendant neuf mois dans la prison de Saidnaya.
Le 3 octobre 2015, Bassel Khartabil est déplacé de la prison d’Adra vers une destination inconnue, probablement pour être jugé par une cour militaire,. 
Le 11 novembre 2015, des rumeurs laissent entendre que Bassel Khartabil aurait été secrètement condamné à mort,.
En août 2017, la Jimmy Wales Foundation (en) et Noura Ghazi Safadi, l'épouse de Bassel Khartabil, confirment qu'il a été exécuté après son transfert de la prison d'Adra en 2015,,,,,,,. Son décès est daté au 5 octobre 2015 selon les registres d'état civils, sans mention des circonstances ni du lieu de décès.

## Soutien international

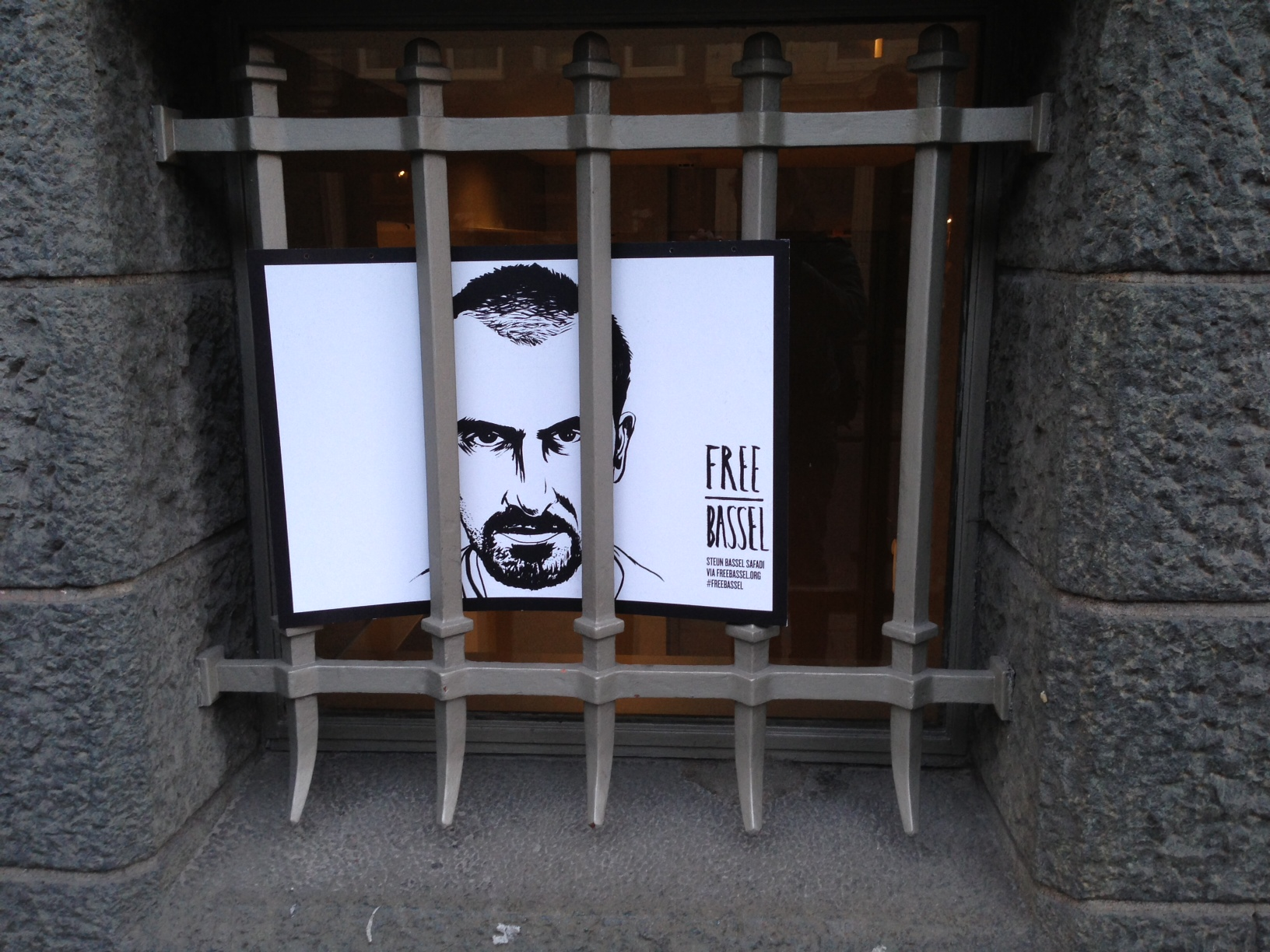
Poster de la campagne #FREEBASSEL aux Pays-Bas.

Le 15 mars 2013, le projet #FREEBASSEL (« libérez Bassel ») aboutit à la campagne #FREEBASSELDAY qui regroupe Creative Commons, Mozilla et d'autres personnalités publiques. Cette campagne conduira des événements publics, des conférences de presse, des œuvres d'art et des vidéos,,,,.
Cette même année, il reçoit le prix Index 2013, dans la catégorie Censorship Digital Freedom Award.
Le 21 avril 2015, le Groupe de travail des Nations unies sur la détention arbitraire (GTDA) adopte un avis sur le cas de Bassel Khartabil, qualifiant sa détention d’ « arbitraire » et demandant sa libération immédiate. 
Le 7 octobre 2015, Amnesty International lance une pétition en faveur de la libération de Bassel.  
Le 21 octobre 2015, est lancé, en l’honneur de Bassel Khartabil, le projet #NEWPALMYRA; une plateforme en ligne rassemblant informations, données numériques et modélisations 3D visant à la reconstruction virtuelle de la cité antique de Palmyre.  
Le 22 octobre 2015, le MIT Media Lab offre à Bassel Khartabil un poste de chercheur.
Le 9 novembre 2015, après 5 jours de booksprint, le livre The Cost of Freedom: A Collective Inquiry est publié en ligne. Cet essai dédié à Bassel Khartabil rassemble les contributions de 44 auteurs.   
En mars 2016, Human Rights Watch et plusieurs organisations cosignent une demande de remise en liberté de Bassel Khartabil.